# Manettia glazioviana
Manettia glazioviana là một loài thực vật có hoa trong họ Thiến thảo. Loài này được (K.Schum.) Sucre mô tả khoa học đầu tiên năm 1963.